# Schizothorax beipanensis
Schizothorax beipanensis är en fiskart som beskrevs av Yang, Chen och Yang 2009. Schizothorax beipanensis ingår i släktet Schizothorax och familjen karpfiskar. Inga underarter finns listade i Catalogue of Life.